# Anishort Festival
Le Festival Anishort (également connu sous le nom d'Anishort) est un festival international de courts métrages d’animation. Ce festival est exclusivement consacré aux courts métrages d'animation et, chaque année, seuls les vingt meilleurs films du monde entier y concourent.
Se déroulant dans d’importantes villes européennes présélectionnées (situées en République tchèque, en Slovaquie, en Estonie ou en Pologne), Anishort attire chaque année plusieurs milliers de spectateurs.

## Sélection
Le festival d'Anishort a pour objectif de présenter tous les ans les meilleurs courts métrages d’animation du monde entier. Quelques centaines de projets sont présentés à chaque édition, parmi lesquels ne sont retenus que les vingt films jugés les plus intéressants. Ces films doivent par ailleurs avoir été réalisés dans un délai maximum de trois ans et sont limités à une durée maximale de dix minutes seulement, leur forme, leur genre ou la technique d’animation utilisée étant arbitraire. D'après les organisateurs : « Chaque film a les mêmes chances d’être nommé, à condition qu’il soit excellent ! »

## Compétition

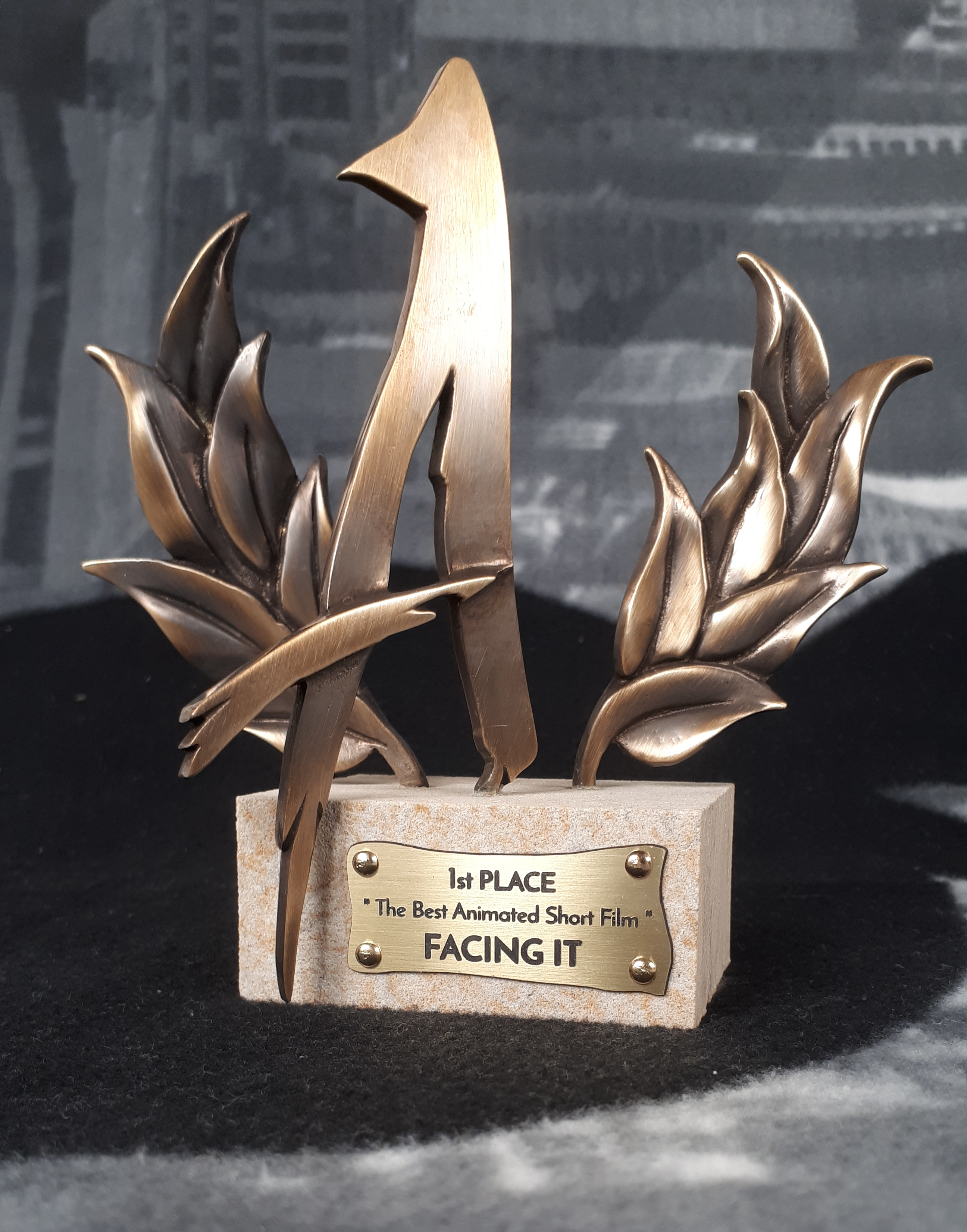
5th edition Anishort festival trophy - 1st place - animated film "Facing It" by director Sam Gainsborough

Anishort comporte trois catégories de compétition différentes : une catégorie principale et deux catégories secondaires.

### Catégorie principale
- Prix du meilleur court métrage d’animation : ce prix est décerné par un jury international composé de sept professionnels de l’animation, chaque membre représentant un pays différent[4]. Les auteurs des films gagnants (1re, 2e et 3e places) reçoivent une récompense financière ainsi que le trophée du festival.

### Catégories secondaires
- Prix du public pour le meilleur court métrage d’animation : ce prix est attribué par vote des spectateurs de tous les pays où le festival a lieu. Le gagnant reçoit le trophée du festival.
- Prix spécial du festival d’Anishort : ce prix est décerné par une commission artistique composée des membres de l’équipe du festival d’Anishort. Le gagnant reçoit le trophée du festival.